# Шарапов Михайло Олексійович
Миха́йло Олексі́йович Шара́пов (21 листопада 1897, м Одеса—21 листопада 1977) — український художник.

## Життєпис
Народився 21 листопада 1897 року в Одесі в родині робітника.
Працював скульптором-художником на кінофабриках Єрмольєва та Ханжонкова (фільми: «Німий дзвонар», «Двійник Президента», «Люди гинуть за метал» та ін.), начальником скульптурно-бутафорського цеху Ялтинської (1922—1927) і Одеської (1927—1932) кінофабрик, очолював скульптурно-імітаційну майстерню на Київській кіностудії ім. О. П. Довженка (1932—1970).
Був членом Спілки кінематографістів України.
Помер 21 листопада 1977 року.